# Ephippiorhynchus senegalensis
O jabiru-africano (Ephippiorhynchus senegalensis), também conhecido como tuiuiú-africano, juburu africano ou cegonha-de-lombo-preto, é uma ave ciconiforme da família das cegonhas. É um pássaro migratório de grande distribuição na África subsaariana. Pássaro de grande envergadura, nidifica no Sudão, Etiópia e Quênia. Parte dos indivíduos migram para o oeste na África Ocidental (Gâmbia, no Senegal e na Costa do Marfim) e para a África Central (Chade). Outra parte dos indivíduos migram para o sul, chegando até a África do Sul.

## Alimentação
O jabiru-africano, como a maioria dos seus parentes, alimenta-se principalmente peixes, sapos e caranguejos, moluscos, mas também de pequenas aves e répteis.

## Pelagem flavística
Flavismo é a ausência parcial de melanina, seja a feomelanina (pigmento castanho) ou a eumelanina (pigmento preto). O indivíduo que apresenta flavismo tem coloração diluída, como é o caso de alguns jaburus.